# Emilie Siegenthaler
Emilie Siegenthaler (* 19. September 1986 in Biel) ist eine Schweizer Downhill-Bikerin. Sie ist sechsfache Schweizer Meisterin (2008–2014) und fuhr in World-Cup-Rennen zwischen 2011 und 2014 mehrmals unter die Top Five.

## Leben und Werdegang
Emilie Siegenthaler sass mit drei oder vier Jahren zum ersten Mal auf dem Bike. Mit rund zehn Jahren nahm sie erstmals an einem Rennen teil. Gefördert wurde sie von ihrem Vater, Nicolas Siegenthaler, der damals Teamchef bei Scott Schweiz war. Sie startete ihre Karriere als Cross-Country-Athletin und war Weggefährtin von Nino Schurter aus demselben Jahrgang. Die beiden waren im gleichen Team und hatten den gleichen Trainer. Siegenthaler errang als Cross-Country-Fahrerin den Titel als Schweizer Meisterin, Europameisterin und Weltcupsiegerin. Allerdings war die Belastung für ihren Körper zu stark. 2004 brach bei ihr zum zweiten Mal in Folge das Pfeiffersche Drüsenfieber aus. Sie brauchte Ruhe. Weil sie weniger Ausdauer trainieren konnte, sattelte sie aufs Downhillen um.
Siegenthaler fährt für das Team Pivot Cycles. Sie hat ihr Studium mit dem Master in Psychologie abgeschlossen und bildet sich zur Sportpsychologin weiter.
Als bekennende Homosexuelle engagiert sich Siegenthaler für die Kampagne ‹Stopp Homophobie im Sport›. Sie ist mit einer weiteren Schweizer Downhill-Fahrerin, Camille Balanche, liiert.

## Auszeichnungen
| 2012 | 3e in Monte Tamaro, Mountainbike (D), Rivera-Bironico (Ticino), Schweiz                |
| 2012 | 2e in Pila Gressan, (Pila, Downhill (D)), Pila (Piemonte), Italien                     |
| 2013 | 2e in Leogang, Downhill (D) (a), Leogang (Salzburg), Österreich                        |
| 2013 | 2e in Pila Gressan, (Pila, Downhill (D)), Pila (Piemonte), Italien                     |
| 2013 | 1e in Nationalmeisterschaft, Mountainbike, Downhill, Elite, Schweiz (D), Schweiz       |
| 2013 | 1e in Bellwald, Downhill (D), Bellwald (Aargau), Schweiz                               |
| 2014 | 1e in Nationalmeisterschaft, Mountainbike, Downhill, Elite, Schweiz (D), Schweiz       |
| 2015 | 1e in Nationalmeisterschaft, Mountainbike, Downhill, Elite, Schweiz (D), Schweiz       |
| 2015 | 1e in Bellwald, Downhill (D), Bellwald (Aargau), Schweiz                               |
| 2016 | 2e in Crankworx Les Gets, (Les Gets, Downhill (D)), Les Gets (Rhone-Alpes), Frankreich |
| 2017 | 2e in Crankworx Rotorua Downhill presented by iXS, (Rotorua, Downhill (D)), Neuseeland |
| 2017 | 3e in Fort William, Downhill (D), Großbritannien und Nordirland                        |
| 2017 | 3e in Crankworx Les Gets, (Les Gets, Downhill (D)), Frankreich                         |
| 2017 | 3e in Lenzerheide, Downhill (D) (a), Schweiz                                           |
| 2017 | 3e in Whistler, Downhill (D), Kanada                                                   |